# Stephanauge bulbosa
Stephanauge bulbosa is een zeeanemonensoort uit de familie Hormathiidae.
Stephanauge bulbosa is voor het eerst wetenschappelijk beschreven door Carlgren in 1928.